# Svanhalla
Svanhalla är en bebyggelse i Torhamns socken i Karlskrona kommun i Blekinge län. SCB klassade Svanhalla som en småort före 2015 och därefter som en del av tätorten Torhamn.

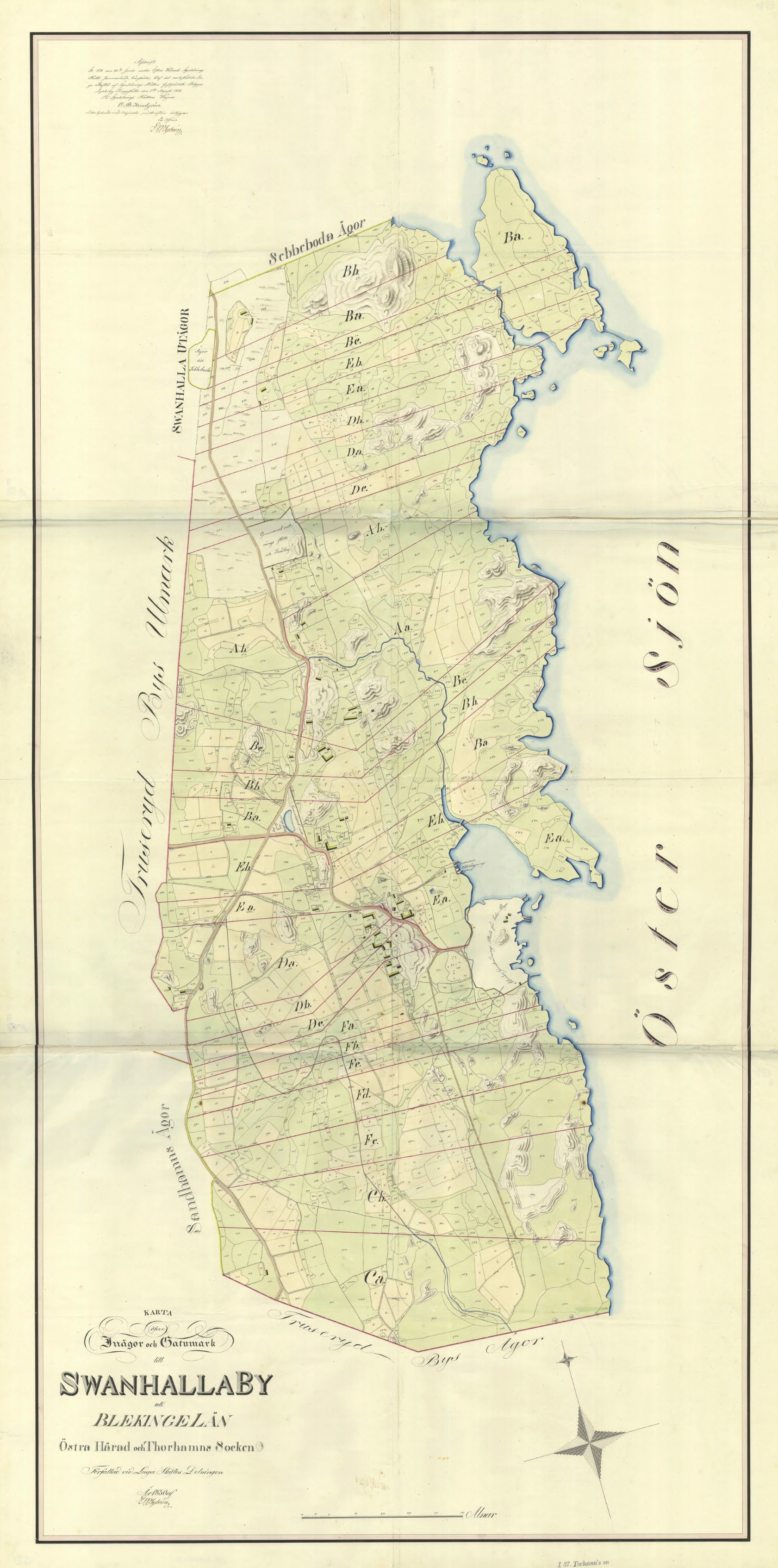
Historisk karta över Svanhalla från 1827